# Die Partner
Die Partner ist eine deutsche sechsundzwanzigteilige Kriminalfernsehserie, die von September 1995 bis April 1996 mittwochs auf Das Erste gesendet wurde. Die Hauptrollen waren mit Jan Josef Liefers, Ann-Kathrin Kramer und Ulrich Noethen besetzt. Produziert wurde die Vorabendserie von der Colonia Media Filmproduktion GmbH und dem Westdeutschen Werbefernsehen Mitte.

## Inhalt
Die Privatdetektive Philip Casdorff und Caro Koslowski führen eine Detektei in der nordrhein-westfälischen Hauptstadt Düsseldorf. Während Casdorff der lockere Machotyp ist, ist seine Partnerin eine lebensbejahende Frau mit einem Psychologiestudium. Zur Seite steht den autoaffinen Detektiven der ruhigveranlagte Hauptkommissar Martin Zobel, der von Casdorff und Koslowski stets auf Trab gehalten wird.

## Episodenübersicht
| Nr. | Episodentitel               | Erstausstrahlung   |
| --- | --------------------------- | ------------------ |
| 1   | Diamantenjagd               | 20. September 1995 |
| 2   | Satansbraten                | 27. September 1995 |
| 3   | Wilde Katzen küßt man nicht | 4. Oktober 1995    |
| 4   | Späte Rache                 | 18. Oktober 1995   |
| 5   | Vera, kleine Vera           | 25. Oktober 1995   |
| 6   | Schüsse aus dem Hinterhalt  | 8. November 1995   |
| 7   | Wiedersehen in Rotterdam    | 22. November 1995  |
| 8   | Puppentheater               | 29. November 1995  |
| 9   | Die Abrechnung              | 6. Dezember 1995   |
| 10  | (M)ein kleiner Bruder       | 13. Dezember 1995  |
| 11  | Fotos für den Staatsanwalt  | 20. Dezember 1995  |
| 12  | Der Richter und das Mädchen | 27. Dezember 1995  |
| 13  | Ein bißchen unschuldig      | 10. Januar 1996    |
| 14  | Die Schande                 | 17. Januar 1996    |
| 15  | Mit dem Rücken zur Wand     | 24. Januar 1996    |
| 16  | Julias blaue Augen          | 31. Januar 1996    |
| 17  | Seitenwechsel               | 7. Februar 1996    |
| 18  | Unbekannt verzogen          | 14. Februar 1996   |
| 19  | Tödliche Begegnung          | 21. Februar 1996   |
| 20  | Die Treue des Samurai       | 28. Februar 1996   |
| 21  | Mörderisches Wochenende     | 6. März 1996       |
| 22  | Ich kann dich sehen         | 13. März 1996      |
| 23  | Muriel                      | 20. März 1996      |
| 24  | Sie sucht ihn               | 27. März 1996      |
| 25  | Die Entführung              | 10. April 1996     |
| 26  | Das letzte Spiel            | 17. April 1996     |

## Veröffentlichungen
Im Februar 1996 wurde der Soundtrack der Serie bei dem Universal-Music-Label Motor veröffentlicht.